# Les Planes (Erinyà)
Les Planes, és una plana en part constituïda per camps de conreu del terme municipal de Conca de Dalt, al Pallars Jussà, a l'antic terme de Toralla i Serradell, en el territori del poble d'Erinyà. Són al sud-est d'Erinyà, a l'esquerra i a prop del riu de Serradell. Són a ponent de la carretera N-260, al sud-est de les Vies, al nord-est de Fraires i al nord de l'Acampador. Al sud-est de les Planes hi ha la Font del Tinet.